# Карапиші (станція)
Карапиші — проміжна станція Південно-Західної залізниці, знаходиться на лінії Фастів I — Миронівка. Розташована поблизу однойменного села, Обухівського району
Станція розміщується між зупинним пунктом Карапиші II (відстань — 2,5 км) та станцією Миронівка (відстань — 11 км).

## Історія
Станція виникла 1908 року. У 1963 році електрифікована разом із лінією Фастів — Миронівка.